# Duin (Almere)
Duin is een wijk in aanbouw in de Nederlandse stad Almere. De wijk is gelegen in het stadsdeel Almere Poort en grenst aan het IJmeer. De wijk wordt aangelegd op een kunstmatig opgeworpen duinlandschap. Medio 2014 zijn de eerste woningen opgeleverd. Volgens het plan van de gemeente Almere worden binnen 15 jaar ruim 3.000 woningen gebouwd in Almere Duin.
Op 1 januari 2023 telde de wijk 3.125 inwoners, verdeeld over 1.402 woningen, op een oppervlakte van 1,77 km².
Almere Duin bestaat uit 8 buurten, namelijk Stranddorp, Kreekbos Noord, Kop Noord, Kop Zuid, Noorderduin, Zuiderduin, Kreekbos Zuid en Muiderduin.